# Sistema de código abierto
Código abierto es un término que denota que un producto incluye permiso para usar su código fuente, documentos de diseño o contenido. Por lo general, se refiere al modelo de código abierto, en el que el software de código abierto u otros productos se lanzan bajo una licencia de código abierto como parte del movimiento del software de código abierto. El uso del término se originó con software, pero se ha expandido más allá del sector del software para cubrir otros contenidos abiertos y formas de colaboración abierta.

## Orígenes
La simple frase en inglés "código abierto" ha ocurrido esporádicamente en libros que datan de cientos de años. Por ejemplo, en 1685, Thomas Willis escribió en The London Practice of Physick, o The Whole Practical part of Physick, que el fluido de una herida "fluyó en una corriente abundante a partir de una Fuente abierta, hasta que se extrajo de la totalidad." Aun así, el significado moderno del código abierto "de plazo" era primero un grupo de personas en el movimiento de software libre quién era crítico en el orden del día político y la filosofía moral implicada en el plazo "software libre" y buscado a volver a encuadrar el discurso para reflejar una posición más importante comercialmente. Además, se consideró que la ambigüedad del término "software libre" desalentaba la adopción empresarial.
El grupo incluyó a Christine Peterson, Todd Anderson, Larry Augustin, Jon Hall, Sam Ockman, Michael Tiemann y Eric S. Raymond. Peterson sugirió "código abierto" en una reunión celebrada en Palo Alto, California, como reacción al anuncio de Netscape en enero de 1998 de un lanzamiento de código fuente para Navigator. Linus Torvalds brindó su apoyo al día siguiente, y Phil Hughes respaldó el término en Linux Journal. Richard Stallman, el fundador del movimiento de software libre, inicialmente pareció adoptar el término, pero luego cambió de opinión. Netscape lanzó su código fuente bajo la Licencia Pública de Netscape y luego bajo la Licencia Pública de Mozilla.
Raymond fue especialmente activo en el esfuerzo por popularizar el nuevo término. Hizo el primer llamado público a la comunidad de software libre para adoptarlo en febrero de 1998. Poco después, fundó The Open Source Initiative en colaboración con Bruce Perens.
El término ganó mayor visibilidad a través de un evento organizado en abril de 1998 por el editor de tecnología Tim O'Reilly. Originalmente titulado "Freeware Summit" y más tarde conocido como "Open Source Summit" Al evento asistieron los líderes de muchos de los proyectos de código abierto más importantes, como Linus Torvalds, Larry Wall, Brian Behlendorf, Eric Allman, Guido van Rossum, Michael Tiemann, Paul Vixie, Jamie Zawinski y Eric Raymond. En esa reunión, se discutieron alternativas al término "software libre". Tiemann abogó por "sourceware" como un nuevo término, mientras que Raymond abogó por "open source". Los desarrolladores reunidos votaron y el ganador fue anunciado en una conferencia de prensa esa misma noche.
Muchas grandes instituciones formales han surgido para apoyar el desarrollo del movimiento de software de fuente abierta, incluida la Fundación de Software Apache, que apoya proyectos comunitarios como el marco de fuente abierta Apache Hadoop y el servidor HTTP de fuente abierta Apache HTTP.

### El modelo de código libre y colaboración abierta
El modelo de código abierto es un modelo de desarrollo de software descentralizado que fomenta la colaboración abierta,es decir, "cualquier sistema de innovación o producción que se base en participantes orientados a objetivos y, sin embargo, poco coordinados que interactúan para crear un producto (o servicio) de valor económico, que ponen a disposición de contribuyentes y no contribuyentes por igual" Un principio fundamental del desarrollo de software de código abierto es la producción entre pares, con productos como el código fuente, los planos y la documentación de libre acceso al público. El movimiento de código abierto en el software comenzó como una respuesta a las limitaciones del código propietario. El modelo se utiliza para proyectos tales como en tecnología apropiada de código abierto,y el descubrimiento de código abierto..
El modelo de código abierto para el desarrollo de software inspiró el uso del término para referirse a otras formas de colaboración abierta, como en foros de Internet, mailing listas y comunidades en línea. También se piensa que la colaboración abierta es el principio operativo que subraya una gama de diversas empresas, incluyendo bitcoin, TEDx y Wikipedia.
La colaboración abierta es el principio subyacente en la producción entre pares, la colaboración masiva y la wikinómica. Esté observado inicialmente en software de código abierto, pero también puede ser encontrado en muchos otros casos, como en foros de Internet, mailing listas, comunidades de Internet, y muchos casos de contenido abierto, como creativo commons. También explica algunos casos de crowdsourcing, consumo colaborativo, e innovación abierta.
Riehle et al. Definir la colaboración abierta como una colaboración basada en tres principios de igualitarismo, meritocracia y autoorganización.. Levine y Prietula definen la colaboración abierta como "cualquier sistema de innovación o producción que se basa en participantes orientados pero poco coordinados que interactúan para crear un producto (o servicio) de valor económico, que ponen a disposición de contribuyentes y no contribuyentes por igual."  Su definición captura múltiples instancias, todas unidas por principios similares. Por ejemplo, todos los elementos (bienes de valor económico, acceso abierto para contribuir y consumir, interacción e intercambio, trabajo intencional pero vagamente coordinado) están presentes en un proyecto de software de código abierto, en Wikipedia, en un foro de usuarios o en una comunidad. También pueden estar presentes en un sitio web comercial que se basa en el contenido generado por el usuario. En todos estos casos de colaboración abierta, cualquiera puede contribuir y cualquiera puede participar libremente en los frutos del intercambio, que son producidos por participantes que interactúan y que están ligeramente coordinados.
Una conferencia anual dedicada a la investigación y la práctica de la colaboración abierta es el Simposio Internacional sobre Wikis y Open Collaboration (OpenSym, anteriormente WikiSym). Según su sitio web, el grupo define la colaboración abierta como "colaboración que es igualitaria (todos pueden unirse, no existen barreras artificiales o de principio a la participación), meritocrática (las decisiones y el estado se basan en el mérito en lugar de imponerse) y se autoorganizan (procesos adaptarse a las personas en lugar de adaptarse a los procesos predefinidos) "

### Licencia de código libre
El código abierto promueve el acceso universal a través de una licencia de código abierto o gratuita para el diseño o modelo de un producto, y la redistribución universal de ese diseño o modelo.. Antes de que la frase de código abierto se adoptara ampliamente, los desarrolladores y productores usaron una variedad de otros términos. El código abierto se apoderó del auge de Internet. El movimiento de software de código abierto surgió para aclarar los problemas de derechos de autor, licencias, dominios y consumidores.
Una licencia de fuente abierta es un tipo  de licencia para software de ordenador y otros productos que deja el código de fuente, proyecto o diseño para ser utilizados, modificados y/o compartió debajo definió plazos y condiciones. Esto permite a los usuarios finales y compañías comerciales revisar y modificar el código fuente, el plano o el diseño para su propia personalización, curiosidad o necesidades de resolución de problemas. El software con licencia de código abierto está en su mayoría disponible de forma gratuita, aunque este no necesariamente tiene que ser el caso. Las licencias que solo permiten la redistribución o modificación no comercial del código fuente solo para uso personal generalmente no se consideran licencias de código abierto. Sin embargo, las licencias de código abierto pueden tener algunas restricciones, en particular con respecto a la expresión con respecto al origen del software, como un requisito para preservar el nombre de los autores y una declaración de derechos de autor dentro del código, o un requisito para redistribuir el software con licencia solo bajo la misma licencia (como en una licencia copyleft). Un conjunto popular de licencias de software de código abierto son aquellas aprobadas por la Open Source Initiative (OSI) en base a su definición de código abierto (OSD). 

### Código de software de fuente abierta
En general, el código abierto se refiere a un programa de computadora en el cual el código fuente está disponible para el público en general para su uso o modificación de su diseño original. El código de fuente abierta está destinado a ser un esfuerzo de colaboración, donde los programadores mejoran el código fuente y comparten los cambios dentro de la comunidad. El código se publica bajo los términos de una licencia de software. Dependiendo de los términos de la licencia, otros pueden descargar, modificar y publicar su versión (fork) nuevamente en la comunidad.

### "Abierto"
La primera instancia de "código de software de fuente abierta" y su lenguaje de uso común se ha truncado de "código de fuente abierta" a "fuente abierta" y más abajo a "abrir" como concepto. Palabras adicionales después de la ayuda "abierta" especifican su uso (es decir, puerta abierta frente a fuente abierta), y "fuente abierta" está superando a las antiguas definiciones estrechas menos precisas
Inicialmente, se refería al código, pero "código abierto" ahora puede interpretarse como "abierto al público", "concepto abierto" o "orígenes abiertos" con la misma intención que permite versiones duplicadas o evolucionadas, abiertas o propietarias, con o sin restricciones. . Independientemente de si se aplica "código abierto" o "código abierto" a propiedades intelectuales virtuales y licencias teóricas o a procesos y productos físicos, el concepto de "código abierto" se expande a través de nuevos desarrollos a medida que el término se adapta y evoluciona como en todos los idiomas.

### "Abierto" versus "libre" versus "libre y abierto"
El software libre y de código abierto (FOSS o FLOSS) es software cuya licencia permite el uso, modificación y distribución del mismo sin restricciones, lo que implica que el código fuente es compartido abiertamente. Existe confusión con el término en inglés free, ya que hace referencia tanto a algo sin coste económico como a "libertad"; es por esto que en inglés se usa tanto "Free" como "Libre". Además, "libre y abierto" no debe confundirse con propiedad pública (propiedad estatal), desprivatización (nacionalización), antiprivatización (activismo anti-corporativo) o comportamiento transparente. El software libre puede ser comercializado por un beneficio económico siempre que se respete su licencia.
- GNU
  - GNU Manifesto
  - Richard Stallman
- Gratis versus libre (Ningún coste vs ninguna restricción)

## Software
- Lista de libre y paquetes de software de fuente abierta

- Licencia de fuente abierta, una licencia de copyright que marcas el código de fuente disponible con un producto
  - La Definición de Código abierto, cuando utilizado por la Iniciativa de Código abierto para software de código abierto
- Modelo de fuente abierta, un modelo de desarrollo de software descentralizado que anima colaboración abierta
- Software de fuente abierta, software qué permisos el uso y modificación de su código de fuente
- Historia de libre y software de fuente abierta
- Software de fuente abierta advocacy
- Desarrollo de software de fuente abierta
- Abierto-fuente-movimiento de software
- Videojuegos de fuente abierta
  - Lista de videojuegos de fuente abierta
- Modelos empresariales para software de fuente abierta
- Comparación de abierto-fuente y software de fuente cerrada
- Diversidad en software de fuente abierta
- MapGuide Código abierto, una web-mapa basado-haciendo plataforma para desarrollar y desplegar aplicaciones de mapeo de la web y geospatial servicios web
No para ser confundido con OpenStreetMap (OSM), un collaborative proyecto para crear un mapa editable libre del mundo.

## Agricultura, economía, fabricando y producción
- Abierto-fuente tecnología apropiada (OSAT), está diseñado para medioambiental, ético, cultural, social, político, económico, y aspectos comunitarios
- Movimiento de diseño abierto, desarrollo de productos físicos, máquinas y sistemas vía diseño compartido públicamente información, incluyendo libre y software de fuente abierta y hardware de fuente abierta, entre muchos otros:
  - Red de Arquitectura abierta, mejorando condiciones vivientes globales a través de diseño sostenible innovador
  - OpenCores, un comunitario en desarrollo digital hardware de fuente abierta electrónico
  - Alianza de Diseño abierto, desarrolla Teigha, una plataforma de desarrollo del software para crear aplicaciones de ingeniería que incluyen CAD software
  - Diseño y Hardware abiertos Alianza (OHANDA), compartiendo diseños y hardware abiertos vía servicios en línea libres
  - Ecología de código abierto (OSE), una red de labradores, ingenieros, arquitectos y seguidores striving para fabricar la Construcción de Pueblo Global Pone (GVCS)
  - OpenStructures (OSP), un modelo de construcción modular donde todo el mundo diseña en la base de una compartió geométrica OS verja
- Fabricación abierta o "Producción Abierta" o "Diseñar Global, Lugareño de Fabricación", un modelo de producción socioeconómico nuevo a abiertamente y collaboratively producto y distribuir objetos físicos
- Arquitectura de fuente abierta (OSArc), emergiendo procedimientos en imaginación y formación de espacios virtuales y reales dentro de un inclusive infraestructura universal
- Abierto-fuente cola, cola las bebidas blandas hicieron para abrir-sourced recetas
- Hardware de fuente abierta, o hardware abierto, hardware de ordenador, como microprocesadores, aquello está diseñado en la misma moda cuando software de código abierto
  - Lista de proyectos de hardware de fuente abierta
- Desarrollo de producto de fuente abierta (OSPD), collaborative producto y transparencia de proceso de hardware de fuente abierta para cualquier interesó participantes
- Robótica de fuente abierta, los artefactos físicos del tema están ofrecidos por el movimiento de diseño abierto
- Iniciativa de Semilla del código abierto, variedades de código abierto de semillas de cultivo, cuando un alternativos de patentar-protegió las semillas vendieron por compañías de agricultura grande.

## Ciencia y medicina
{Los siguientes dos párrafos pueden requerir "suavizar" algunos de los términos de estas realidades para satisfacer los censores de Wikipedia.}
La ciencia abierta es la antítesis de la fe ciega en el cientismo, y tiene un sano escepticismo inherente a una defensa práctica contra el establecimiento, la "ciencia", la medicina y la tecnología patentadas (cerradas).
La ciencia abierta utiliza el método científico como un proceso de descubrimiento abierto de conocimiento verificable compartido, mientras que las corporaciones y organizaciones desarrollan de manera privada la ciencia patentada, sin embargo, sus procesos e investigaciones "científicos" no se comparten públicamente (o se ocultan detrás de los pagos o se publican en publicaciones privadas costosas). revistas), por lo tanto, no verificable como legítimo, obligando al público a tener "fe" en su ciencia privatizada y "confianza" en que se han realizado y se llevan a cabo estudios rigurosos, se han tomado las precauciones adecuadas, se han dado advertencias adecuadas y que los resultados son beneficiosos para los individuos, la sociedad y el medio ambiente, además de servir a sus accionistas privados. Además, se supone que debemos "creer" en todo el marketing con fines de lucro, la exageración de los medios y la propaganda, por no mencionar a los grupos de presión políticos (un término suave para el soborno legalizado), y confiar en que estamos obteniendo la mejor tecnología, medicamentos y atención médica. , y la administración ambiental, mientras que los monopolios corporativos obtienen sus ganancias de manera segura y honesta en un mundo donde la corrupción corporativa y el engaño de la guerra del statu quo son negocios como siempre. Esta fe oculta o ciega en la ciencia corporativa se llama cientificismo.
El cientismo es una ideología que promueve la ciencia como el medio supuestamente objetivo por el cual la sociedad debe determinar los valores normativos y epistemológicos. El término cientificismo generalmente se usa críticamente, apuntando a la aplicación cosmética de la ciencia en situaciones injustificadas que no son susceptibles de la aplicación del método científico o estándares científicos similares. {Copiado del artículo de Scientism.}
- Ciencia abierta, el movimiento para hacer que la investigación científica, los datos y la difusión sean accesibles a todos los niveles de una sociedad inquisitiva, amateur o profesional↵
  - Datos científicos abiertos, un tipo de datos abiertos centrados en la publicación de observaciones y resultados de las actividades científicas disponibles para que cualquiera pueda analizarlas y reutilizarlas
  - Open Science Framework y el Centro de Ciencia Abierta
  - Open Source Lab (desambiguación), varios laboratorios.
  - Open-Source Lab (libro), un libro de 2014 de Joshua M. Pearce

Ve también: La antítesis de ciencia abierta es Scientism, una fe ciega en el beneficio conducido propietario (cerrado) ciencia y marketing (es decir software propietario, protocolos propietarios, campos de privados biomedical ingeniería, patentes biológicas, patentes químicas (fármacos), suficiencia mínima de revelación, etc.).
- Ciencia de libreta abierta, la práctica de hacer el registro primario entero de un proyecto de búsqueda públicamente disponible en línea cuando  está grabado
- Física de código abierto (OSP), una Fundación de Ciencia Nacional y Davidson proyecto Universitario para extender el uso de bibliotecas de código del código abierto que a seguir bien de muchísimos el levantamiento pesado para físicas
- Código abierto Geospatial Fundación
- Acuerdo de Código abierto de la NASA (NOSA), un OSI-licencia de software aprobado
- Lista de software de fuente abierta para matemáticas
- Lista de abierto-fuente bioinformatics software
- Lista de software de salud de fuente abierta
- Lista de hardware de salud de fuente abierta

## Medios de comunicación
- Película de fuente abierta, películas de código abierto
  - Lista de películas de fuente abierta
  - Cine de código abierto, un collaborative sitio web para producir una película documental
- Periodismo de fuente abierta, generalmente describe un espectro en publicaciones en línea, formas de innovadores publicando de periodismo en línea, y el contenido que vota, más que el sourcing de historias noticiosas por "periodistas" profesionales
  - Investigación de fuente abierta

Ve también: Crowdsourcing, crowdsourced periodismo, crowdsourced investigación, trutherism, y revisionismo histórico fleco "considerado" por medios de comunicación corporativos.
- Abierto-fuente etiqueta récord, música de código abierto
- "Código abierto", una @1960s canción de rock actuada por Las Setas Mágicas
- <i id="mwAWg">Código abierto</i> (espectáculo radiofónico), un espectáculo radiofónico que utiliza información de contenido abierto que reúne métodos hosted por Christopher Lydon
- Abierto textbook, un copyright abierto autorizó textbook hecho libremente disponible en línea para estudiantes, profesores, y el público
- El Abierto-Fuente Todo Manifesto: Transparencia, Verdad, y Confianza, un 2012 libro por agente Marino anterior y ex-CIA Robert operativo secreto David Steele

## Organizaciones
- Iniciativa de código abierto (OSI), una organización dedicó para promover código abierto
- Instituto de Software del código abierto
- Revista de Software de Código abierto
- Día de código abierto, el datado varía año tras año para una conferencia internacional para seguidores de soluciones abiertas de Europa Central y Oriental
- Desarrolladores de código abierto' Conferencia
- Laboratorios de Desarrollo del código abierto (OSDL), una empresa sin ánimo de lucro que proporciona espacial para proyecto de fuente abierta
- Descubrimiento de Fármaco del código abierto, un collaborative plataforma de descubrimiento del fármaco para enfermedades tropicales desatendidas
- Grupo de Tecnología del código abierto (OSTG), noticioso, foros, y otro SourceForge recursos para ÉL
- Código abierto en Kosovo
- Universidad de código abierto Meetup
- Premios de Código abierto de la Nueva Zelanda

## Procedimientos
- Seguridad abierta, aplicación de filosofías de código abierto a seguridad de ordenador
- Sistema de Información del código abierto, el nombre anterior de un sistema estadounidense de información no secreta la red que sirve a la comunidad de inteligencia de los EE.UU. con inteligencia de código abierto, desde mid-2006 el contenido de OSIS es ahora conicido como Intelink mientras la porción de red está sabida como DNI-U
- Inteligencia de fuente abierta, una inteligencia que reúne la disciplina basó encima la información recogida de códigos abiertos
No para ser confundido con Abierto-fuente inteligencia artificial como Mycroft (software).

## Sociedad
- Plan de estudio de código abierto (OSC), un recurso educativo en línea que puede ser libremente utilizado, distribuido y modificado mientras invitando retroalimentación y participación de desarrolladores, educadores, oficiales de gobierno, alumnado y padres
- Abierto-fuente governance, código abierto en gobierno
  - Política abierta (a veces sabido como política de fuente Abierta), un proceso político que tecnologías de Internet de los usos para proporcionar un mecanismo de retroalimentación rápido entre organizaciones políticas y sus seguidores

Ve también: Parlamentario informatics y tecnología Cívica.
- Religión de fuente abierta en la creación de sistemas de creencia
- Sindicalismo de fuente abierta, un modelo innovador para organización de sindicato